# Jōetsu Shinkansen
Jōetsu Shinkansen (上越 新幹線) é uma linha Shinkansen de alta-velocidade que liga Tóquio e Niigata no Japão através da linha Tōhoku Shinkansen servida pela empresa East Japan Railway Company. É uma das linhas mais complexas da rede Shinkansen, pois atravessa a cordilheira montanhosa principal da ilha de Honshū.

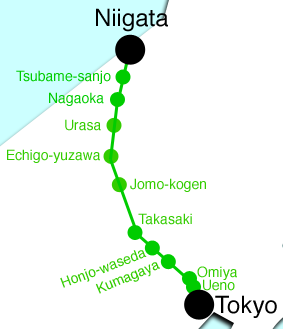
Diagrama da linha Jōetsu Shinkansen.

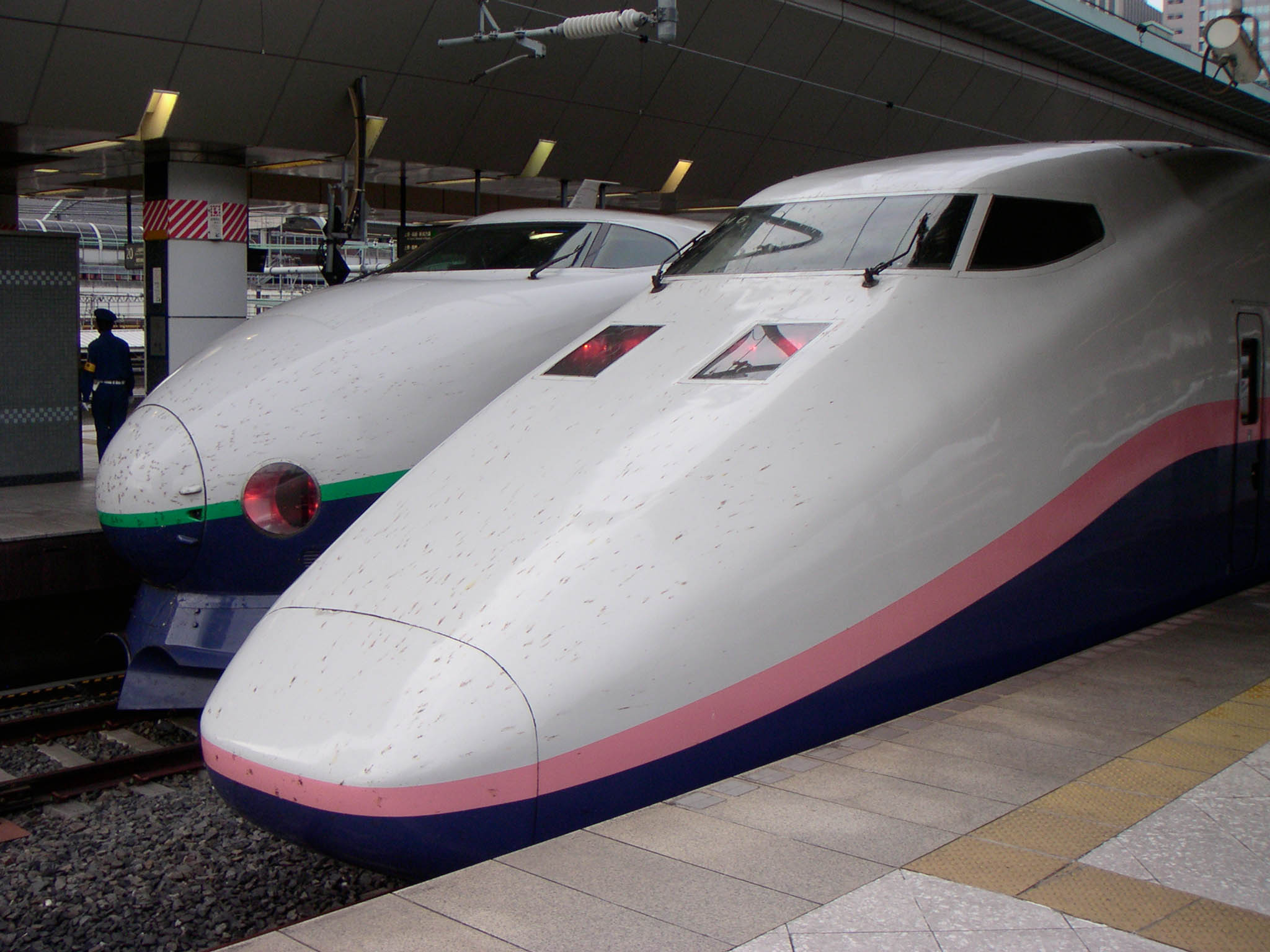
Comboios da série E2 e série 200 na estação de Tóquio.

O projecto foi iniciado em 1971 pelo Primeiro Ministro Tanaka Kakuei, natural da cidade de Niigata. As viagens experimentais na linha começaram em Novembro de 1980, alcançando a marca de 210km/h em 1981. O serviço regular começou a 15 de Novembro de 1982. A linha previa-se que terminasse na estação de Shinjuku, mas considerações de ordem económica levaram a Japan Railways a fundir esta linha com a já existente Tōhoku Shinkansen em Ōmiya.
Em Setembro de 1991, o comboio Shinkansen da série 400 alcançou a marca de 345km/h na linha Jōetsu Shinkansen e em Dezembro de 1993, o comboio experimental STAR21 alcançou os 425km/h. A velocidade máxima para serviços regulares é atualmente de 240km/h.

## Comboios e Serviços
- Séries 200 - Shinkansen
- E2
- E4
- Tōki
- Tanigawa
- Max Tōki'
- Max'Tanigawa'

## Curiosidade
Existe uma extensão de 1.8km de Echigo-Yuzawa até à estação de Gala-Yuzawa (ガーラ湯沢), que é usada nos meses de inverno para trazer passageiros para uma estância de Ski local.

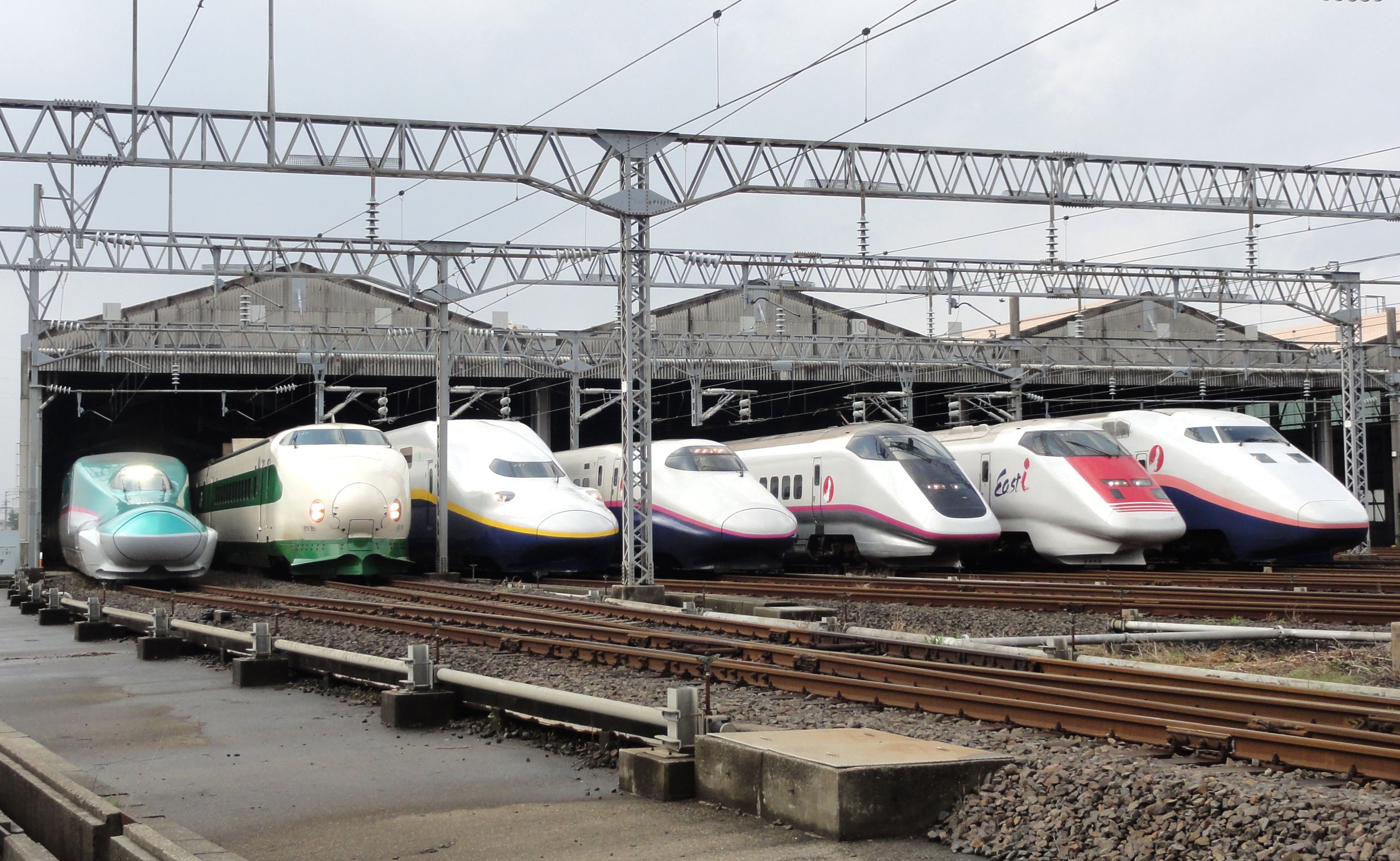